# Río Anano
El Río Anano (穴の川 Ana-no-kawa?) es un río localizado en Minami-ku Ishiyama, en el área del sur de Sapporo, Hokkaido, Japón. Desemboca en el río Toyohira y es clasificado como un río de clase A. Tiene 9,4 km de longitud y la superficie de su cuenca es de 8,9 km².

## Recorrido
Nace en una montaña a la altura de 460 m, su tramo inicial fluye a través de un bosque montañoso, luego pasa por zonas de terrenos cultivables.

## Naturaleza
El centro científico Toyohira-gawa sake de Sapporo en 1997 realizó un estudio sobre los peces del tramo inicial del río el cual solo confirmó presencia de Salvelinus malma.

## Ingeniería
Las riberas de la mayor parte de su tramo están protegidas con hormigón. La Oficina de Trabajos Fluviales de Sapporo construyó en el río una presa de arena.